# Dignano (Croazia)
Dignano (in croato Vodnjan; fino al 1945 Dignano d'Istria; in veneto Dignan) è una cittadina croata di 5 850 abitanti, situata nella regione istriana.

## Geografia
Dignano sorge nell'Istria occidentale, a 12 km a nord di Pola.

## Storia

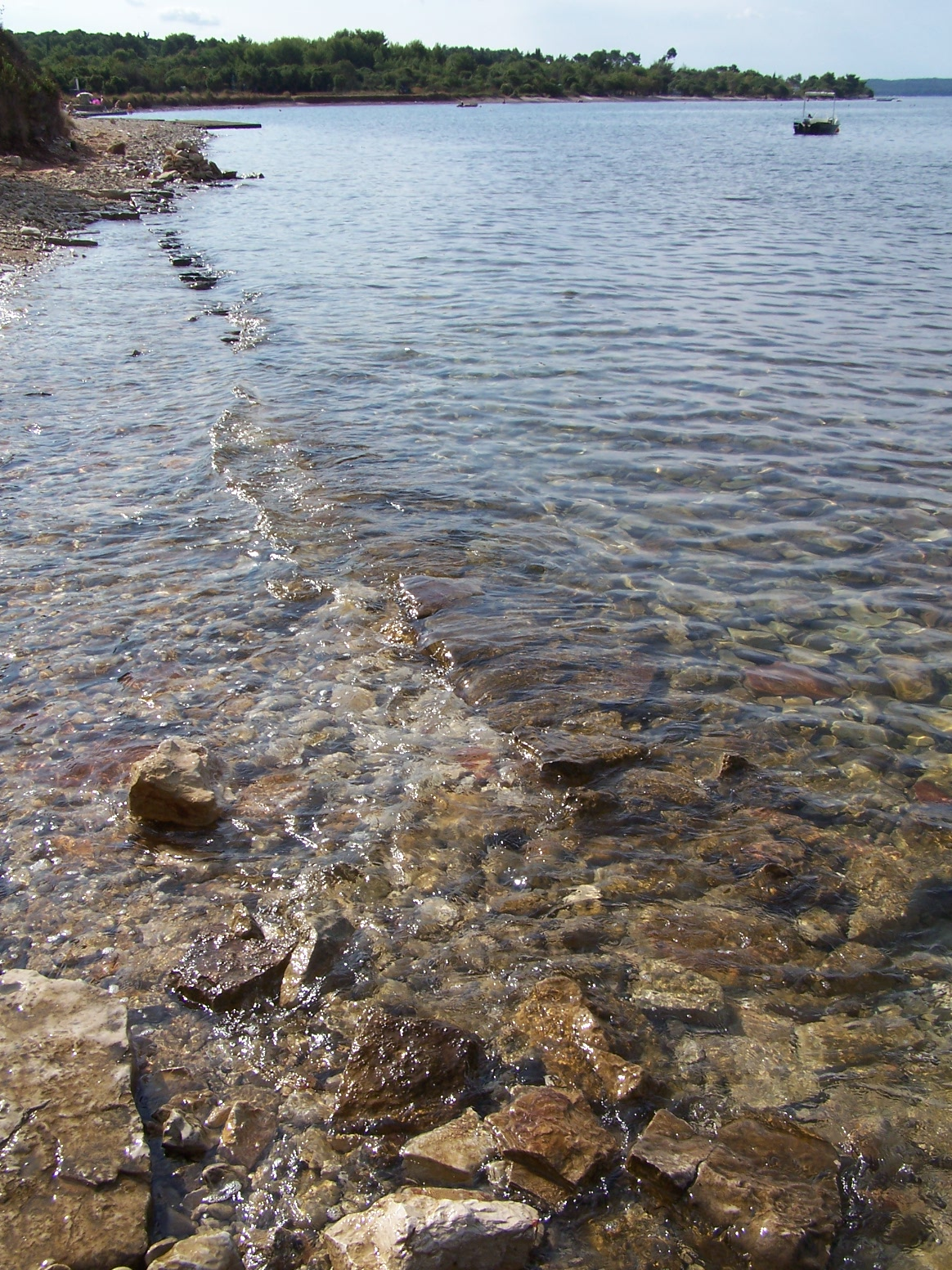
Resti romani sulla spiaggia di Peroi

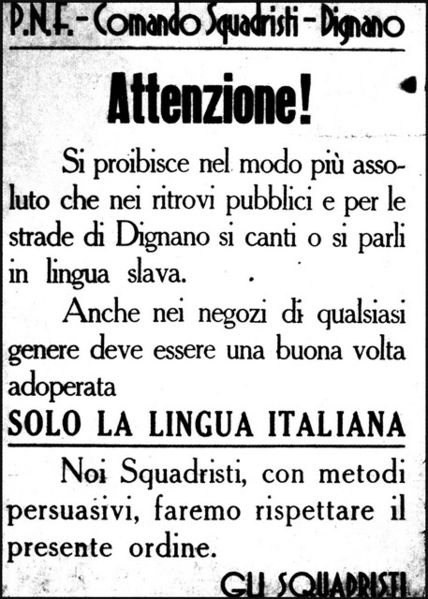
Volantino del Comando Squadristi di Dignano, ricordo delle politiche di italianizzazione forzata durante il ventennio fascista

La tradizione vuole che l'attuale Dignano sia il risultato dell'unione di sette ville, facenti parte dell'agro colonico di Pola. È nota ancora in epoca romana come Praedium Athenianum e successivamente come Vicus Attinianum o Adinianum.
Fu tra i territori sotto il dominio del Patriarcato di Aquileia come feudo dell'Abbazia di San Gallo di Moggio Udinese assieme a Portole. Nel 1213 l'abate di Moggio investe del feudo di Dignano d'Istria il nobile Walterpertoldo di Spilinbergo. Successivamente la città segue le sorti dell'Istria: prima veneziana, poi asburgica e nel 1918 italiana.
L'antica Attinianum era ristretta entro i limiti dell'odierna Piazza del Popolo. Al centro della piazza si ergeva il castello. Il luogo era irregolare nella forma e aveva tre porte che permettevano l'accesso al castello e alla piazza: una si apriva verso le mercerie, un'altra portava alla contrada del Forno Grande e la terza era posta sul punto di unione delle contrade Portarol e Duomo.
Nel 1808, per ingrandire la piazza, l'antico castello venne demolito e con le sue pietre vennero selciate le vie circostanti.
La popolazione della città è stata storicamente e compattamente di lingua e cultura italiana, ma nelle località di campagna ad est della città e a Peroi gli abitanti erano prevalentemente slavi. Dignano assieme a tutta l'Istria venne annessa all'Italia dopo la prima guerra mondiale. Dopo la seconda guerra mondiale e la cessione alla Jugoslavia, negli anni difficili tra il 1945 e il 1951, gran parte della popolazione esulò, in quello che è noto come "esodo giuliano-dalmata". L'esodo fu compensato da immigrazione proveniente da località croate dell'Istria, ma anche da lontane regioni della Jugoslavia.

## Monumenti e luoghi d'interesse
- Chiesa di san Biagio, è la più grande chiesa di tutta l'Istria. Al suo interno una collezione di reliquie chiamate "i corpi santi" che raccoglie le spoglie a volte miracolosamente conservate di alcuni santi fra i quali san Sebastiano e santa Barbara. Il corpo di santa Nicolosa, morta a Venezia nel 1512, è considerata la reliquia meglio conservata d'Europa. All'interno è conservato il paliotto del beato Leone Bembo di Paolo Veneziano.
- Chiesa di San Giacomo, costruita originariamente nel IX secolo, è la più antica della cittadina istriana
- Chiesa della Madonna della Traversa
- Chiesa di San Martino
- Chiesa di San Rocco
- Chiesa di Sant'Antonio
- Chiesa di Santa Caterina
- Chiesa della Madonna del Carmine
- Palazzo Bradamante, del XVII secolo, ospita la sede della locale Comunità degli Italiani
- Palazzo Bettica, conosciuto come Castello, in stile gotico veneziano, ospita il museo civico
- Palazzo Portarol, in stile gotico
- Municipio, in stile neogotico, costruito nel 1911

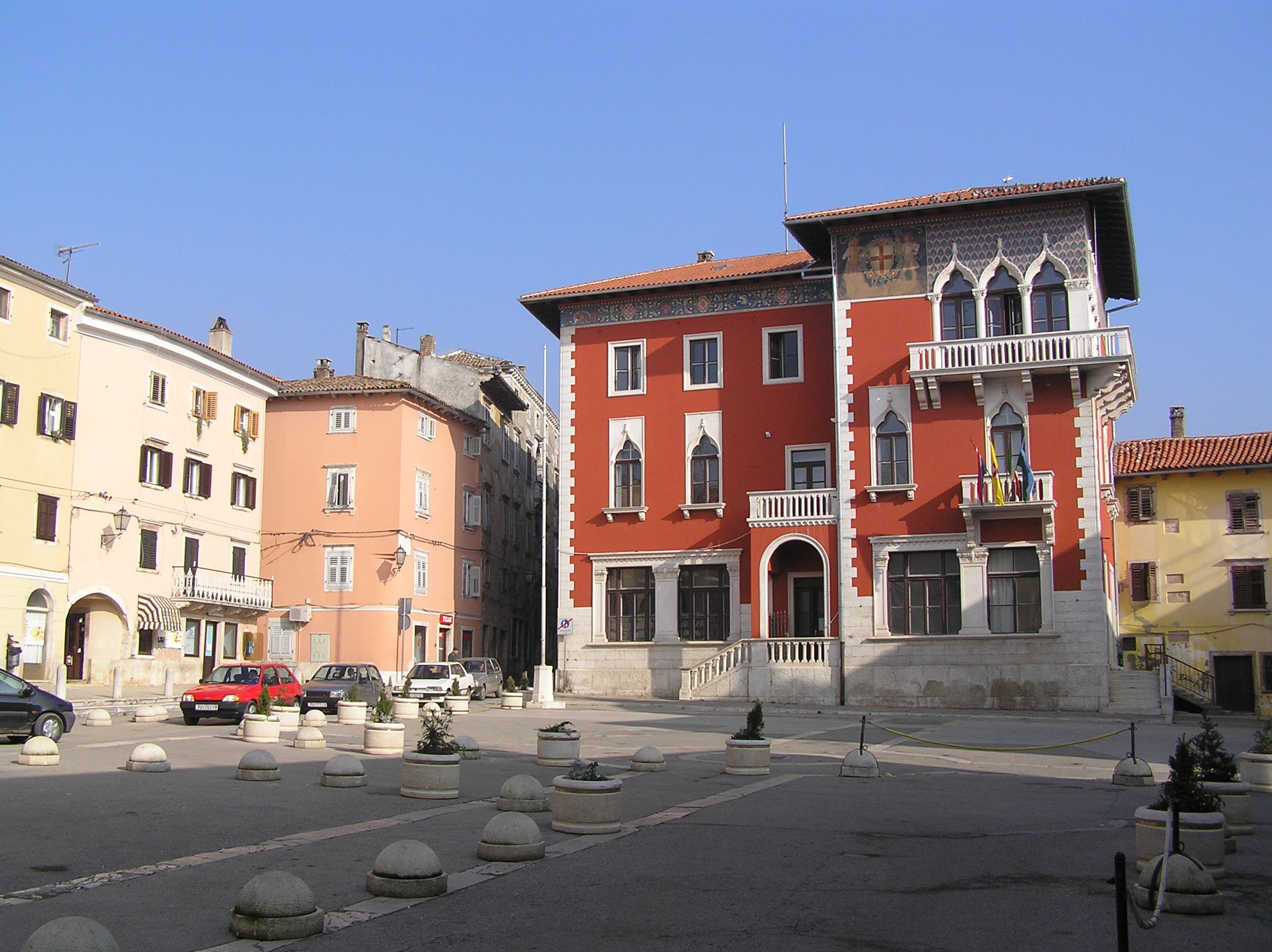
Piazza del Popolo a Dignano
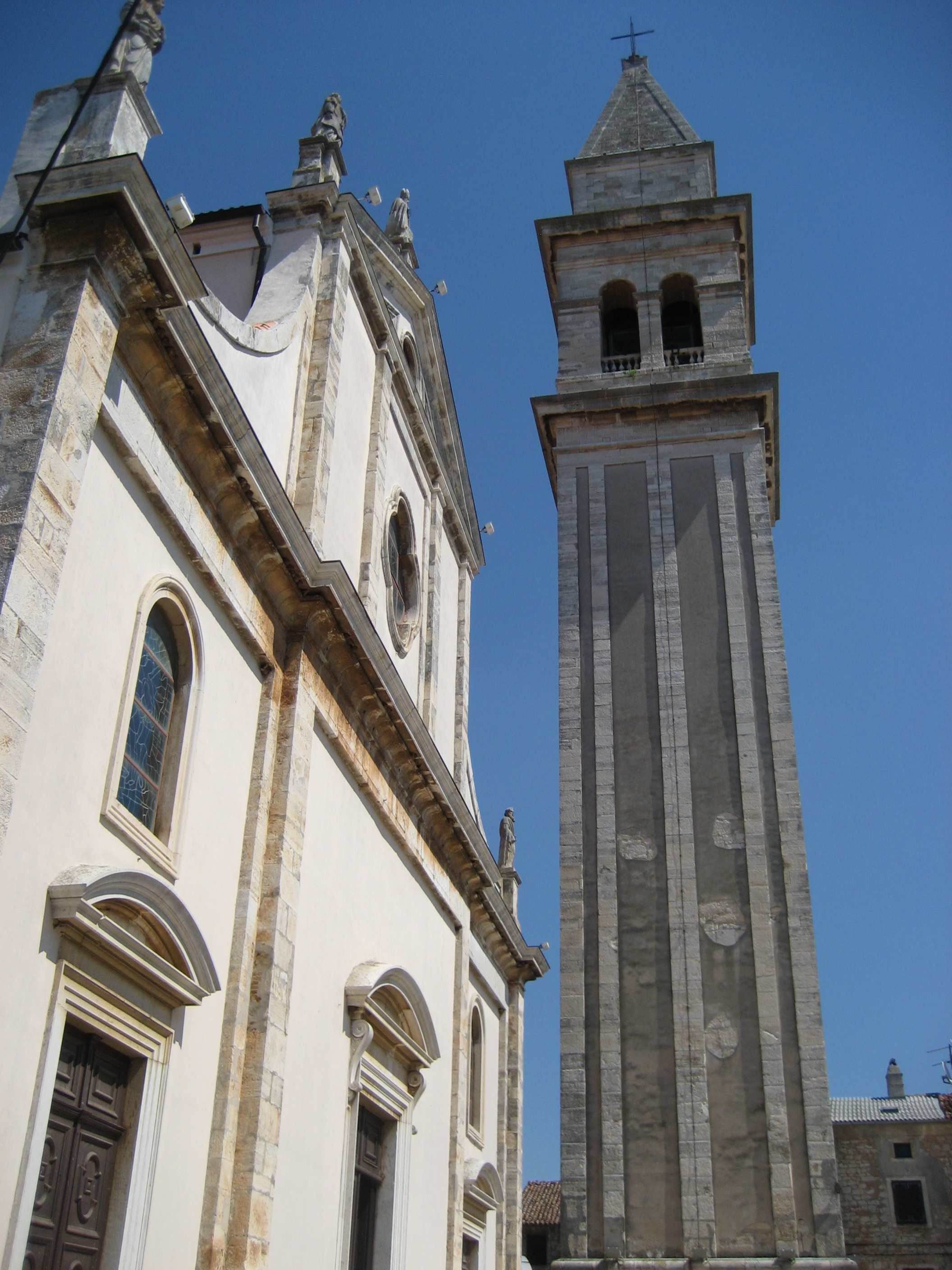
Chiesa e campanile di San Biagio
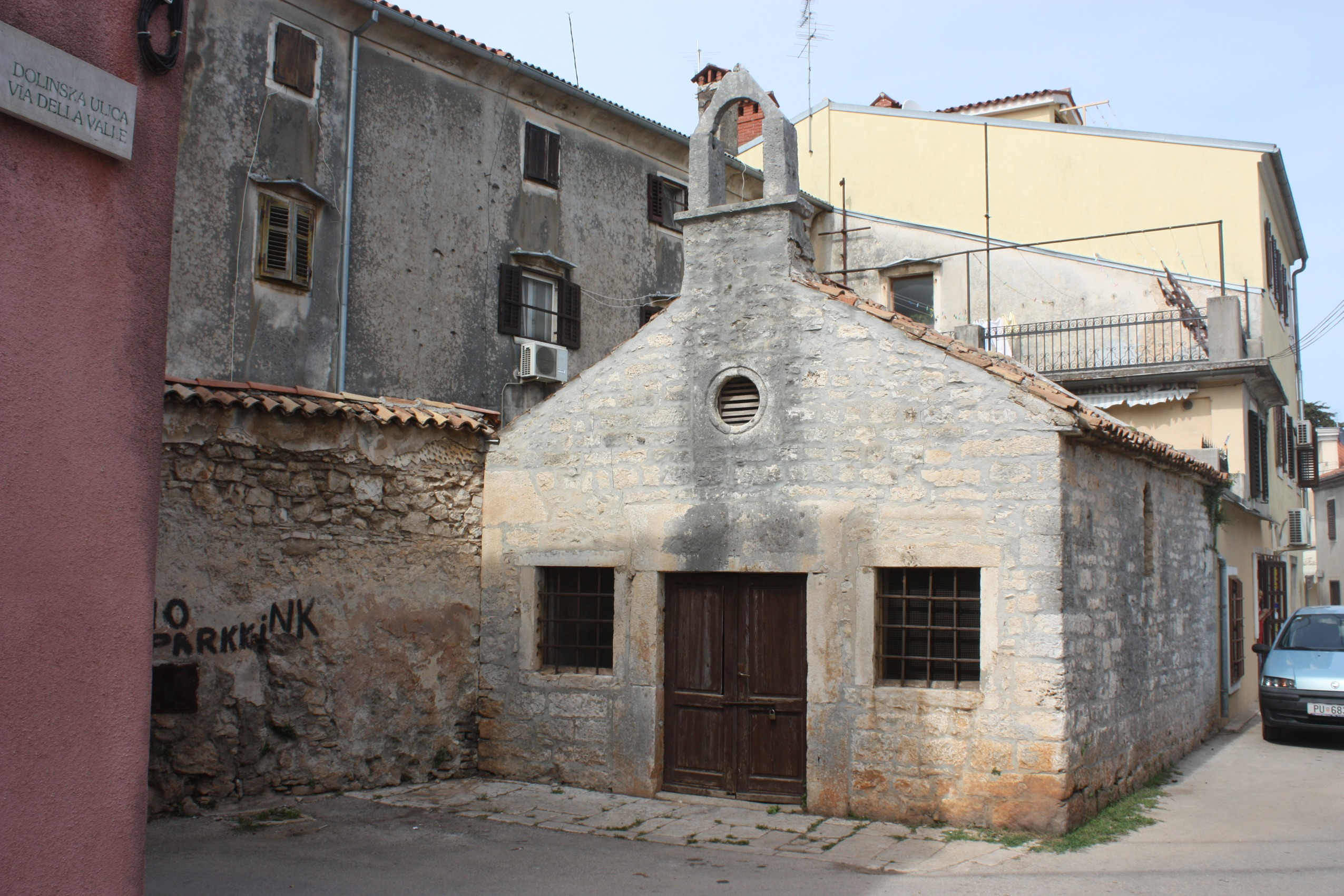
Cappella della Santa Croce
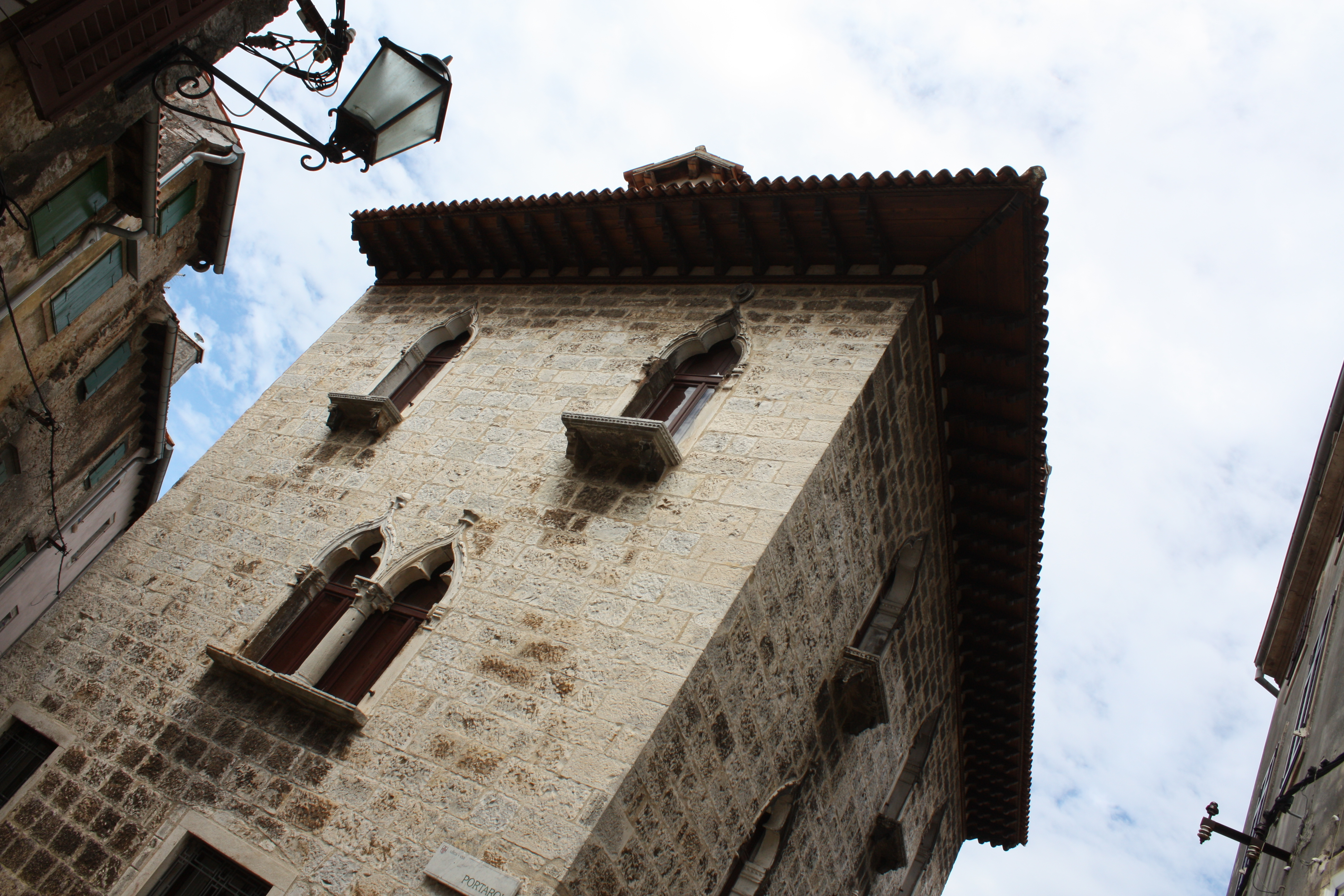
Palazzo Bettica
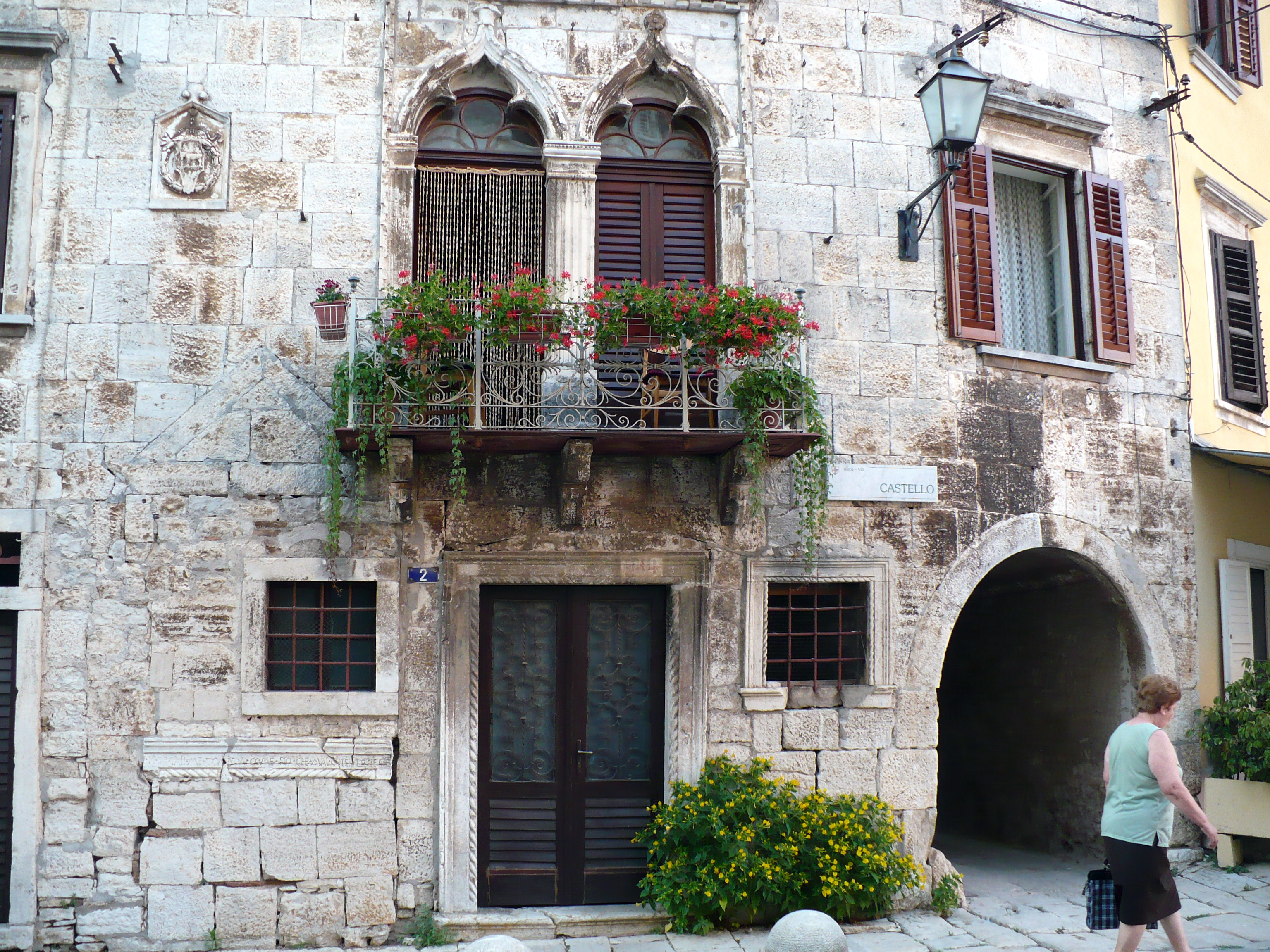
Castello
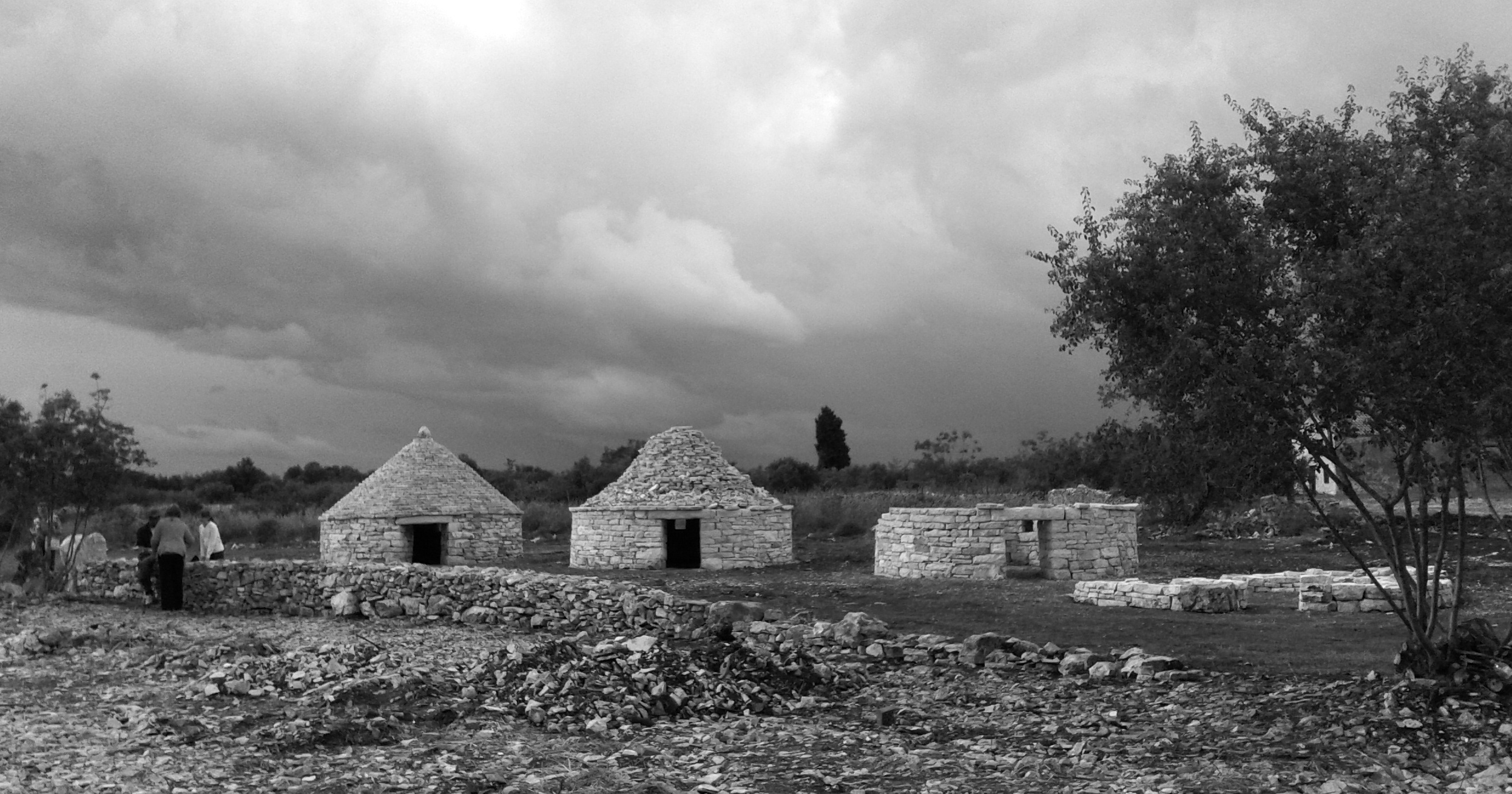
Kažuni rurali
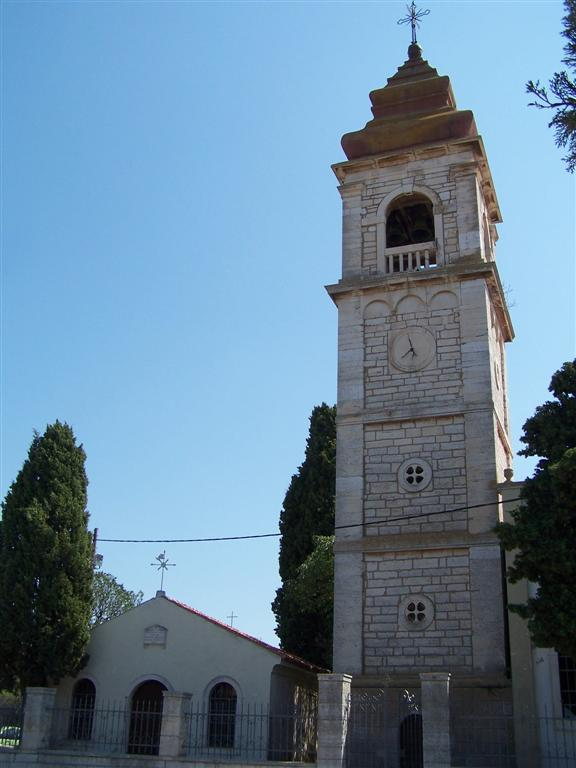
Chiesa ortodossa di San Spiridione a Peroi
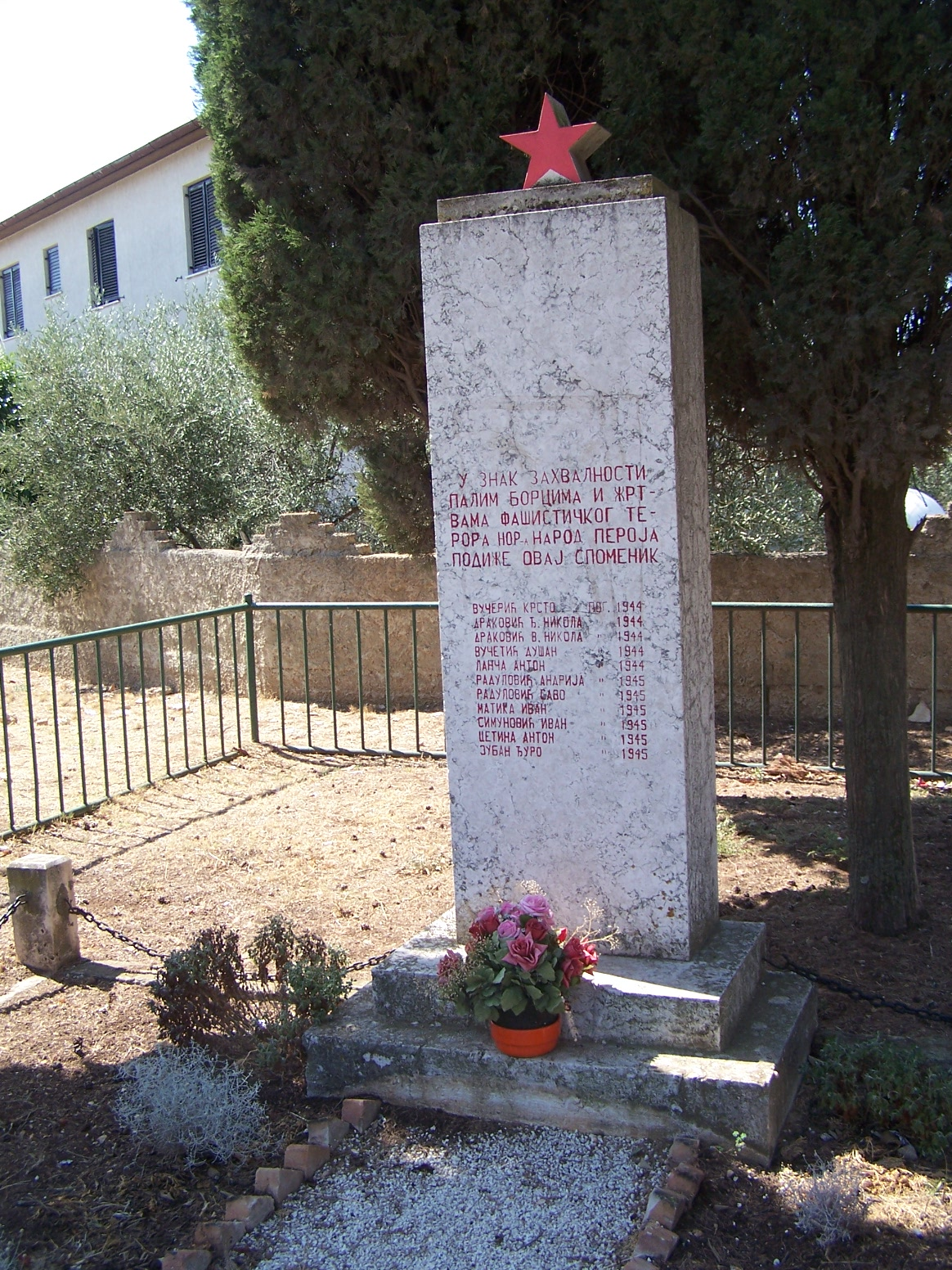
Monumento ai partigiani jugoslavi a Peroi

## Società
Nonostante l'esodo del dopoguerra, resta una cospicua comunità di croati italiani (il 20% nel 2001, il 15% nel 2011), di cui alcuni usano ancora il dialetto istriota. La minoranza italiana è concentrata soprattutto nel capoluogo (circa un quarto degli abitanti) e nella frazione di Gallesano (circa metà degli abitanti).
Nell'ultimo decennio si sono stabilite a Dignano anche due consistenti comunità di bosniaci e di rom - quest'ultima, l'unica e la più grande comunità rom dell'Istria, con una propria associazione (Associazione dei Rom dell'Istria) e un rappresentante in consiglio comunale nei posti riservati alle minoranze.
Anche i montenegrini di Peroi sono una comunità storica di Dignano, avendo mantenuto per secoli religione ortodossa e costumi, con una propria associazione "Peroj 1657".

### Evoluzione demografica
Abitanti censiti

### La presenza autoctona di italiani
È presente una comunità di italiani autoctoni che rappresentano una minoranza residuale di quelle popolazioni italofone che abitarono per secoli la penisola dell'Istria e le coste e le isole del Quarnaro e della Dalmazia, territori che furono della Repubblica di Venezia. La presenza degli italiani a Dignano è drasticamente diminuita in seguito all'esodo giuliano dalmata, che avvenne dopo la seconda guerra mondiale e che fu anche cagionato dai "massacri delle foibe".
Il censimento austriaco del 1910 registrava nel comune catastale di Dignano 6 087 abitanti, dei quali 5801 italiani (con l'esclusione degli attuali insediamenti di Gaiana, Gallesano e Peroi). Secondo l'ultimo censimento del 2011 è presente nel comune di Dignano una consistente minoranza autoctona di italiani composta da 950 persone, pari allo 15,53% della popolazione, che costituiscono la locale Comunità degli Italiani di Dignano e la Comunità degli Italiani di Gallesano "Armando Capolicchio" nella frazione. I sodalizi aderiscono all'Unione Italiana.

### Lingue e dialetti
| %      | Ripartizione linguistica (gruppi principali) |
| ------ | -------------------------------------------- |
| 0,87%  | madrelingua bosniaca                         |
| 73,16% | madrelingua croata                           |
| 19,93% | madrelingua italiana                         |

| %      | Ripartizione linguistica (gruppi principali) |
| ------ | -------------------------------------------- |
| 3,71%  | madrelingua bosniaca                         |
| 72,46% | madrelingua croata                           |
| 15,53% | madrelingua italiana                         |
| 4,84%  | madrelingua romanì                           |

## Geografia antropica
Il comune di Dignano è diviso in 4 insediamenti:
- Dignano o Dignano d'Istria (Vodnjan), sede comunale
- Gaiano (Gajana)
- Gallesano (Galižana)
- Peroi (Peroj)

## Clima
| Dignano             | Mesi | Mesi | Mesi | Mesi | Mesi | Mesi | Mesi | Mesi | Mesi | Mesi | Mesi | Mesi | Stagioni | Stagioni | Stagioni | Stagioni | Anno |
| Dignano             | Gen  | Feb  | Mar  | Apr  | Mag  | Giu  | Lug  | Ago  | Set  | Ott  | Nov  | Dic  | Inv      | Pri      | Est      | Aut      | Anno |
| ------------------- | ---- | ---- | ---- | ---- | ---- | ---- | ---- | ---- | ---- | ---- | ---- | ---- | -------- | -------- | -------- | -------- | ---- |
| T. max. media (°C)  | 7,7  | 8,8  | 11,7 | 15,6 | 20,3 | 24,0 | 26,9 | 26,6 | 23,0 | 18,3 | 12,9 | 9,5  | 8,7      | 15,9     | 25,8     | 18,1     | 17,1 |
| T. min. media (°C)  | 2,8  | 3,4  | 5,4  | 8,5  | 12,7 | 16,4 | 18,9 | 18,8 | 15,7 | 11,8 | 7,2  | 4,4  | 3,5      | 8,9      | 18,0     | 11,6     | 10,5 |
| Precipitazioni (mm) | 81   | 68   | 70   | 77   | 70   | 65   | 59   | 79   | 100  | 97   | 120  | 91   | 240      | 217      | 203      | 317      | 977  |

## Infrastrutture e trasporti

### Strade
La principale via d'accesso alla città è l'autostrada A9 che unisce Pola alla frontiera slovena.

### Ferrovie
Dignano è servita dalle stazioni di Dignano e Dignano Città della ferrovia istriana.